# Diego Mazquiarán "Fortuna"
Diego Mazquiarán Torrontegui "Fortuna" (n. Sestao; 20 de febrero de 1895 - m. Lima; 29 de abril de 1940), torero español.

## Biografía
Sus padres, navarros de Olazagutía, eran labradores acomodados. Fue aprendiz de fundidor en Altos Hornos. Cuando era joven se trasladó a Sevilla donde trabajó repartiendo pan; entre sus clientes estaban "Los Gallos". Debutó como novillero el 22 de septiembre de 1912 en Indauchu, Bilbao. Tomó la alternativa el 17 de septiembre de 1916 en Madrid de manos de Rafael Gómez "El Gallo", con Alfonso Cela Villeíto "Celita" de testigo, con toros de Benjumea.
El 6 de junio de 1918, participó en la corrida de inauguración de la Plaza de toros monumental de Sevilla junto a  José Gómez Ortega "Gallito"y Curro Posada. 
El 23 de enero de 1928, mientras caminaba por Madrid, se encontró con un toro que se había escapado camino del matadero y estaba causando el pánico por las calles. Se enfrentó a él con una improvisada muleta, su abrigo, mientras le hicieron llegar su estoque de torero que guardaba en casa. Tras varios minutos, con la primera estocada, consiguió matarlo. Por este hecho le concedieron la Cruz de la Orden Civil de la Beneficencia.
El 17 de junio de 1931 tuvo el privilegio de torear en la inauguración de la plaza de toros de Las Ventas. 
Al final de su vida, sus condiciones mentales estaban enajenadas, con lo que fue ingresado en un manicomio en Lima, Perú, donde murió el 29 de abril de 1940. Al parecer, era un experto en la estocada a volapié. Tiene una calle dedicada en su localidad natal y una placa recordatoria en el inmueble donde nació.